# Microcephalops minisculus
Microcephalops minisculus är en tvåvingeart som beskrevs av De Meyer 1996. Microcephalops minisculus ingår i släktet Microcephalops och familjen ögonflugor.
Artens utbredningsområde är Kenya. Inga underarter finns listade i Catalogue of Life.